# Jeanne Gatard
Jeanne Gatard (née en 1937) est une dessinatrice, peintre, librettiste et poétesse française.

## Biographie
Jeanne Gatard, après des études aux Beaux-Arts de Paris, effectue une formation d'architecte et d'urbaniste. Elle se tourne ensuite vers la peinture et l'écriture et commence à travailler comme illustratrice. Elle compose également des œuvres telles que La Grande Sieste. Elle dessine notamment les portraits des auteurs et des artistes qu’elle aime : Bonnard, Matisse, Bacon, Valéry, Pessoa, Michaux, Beckett, Jouve, Giacometti, parmi d'autres. Ses dessins reçoivent une critique positive, comme celle de Frédéric Valabrègue.
En 1991, elle est enseignante à l'École nationale supérieure des arts décoratifs.
En 1994, elle réalise les textes du livre d'art "Le Grave et l'Aigu", accompagnés de gravure de Gérard Serée, Editions Claude Garrandes
En 2019, elle écrit le texte de Paroles de pas, opéra ballet d'après Narcisse et Goldmund d'Hermann Hesse, avec Sabine Novel, danse, voix et chorégraphie ; Sylvia Lenzi, violoncelle et Prabhu Edouard, tabla et l'ensemble de flûtes Souffle nomade – Trio d'argent.